# Марта Домаховська
Марта Домаховська (пол. Marta Domachowska; нар. 16 січня 1986, Варшава) — колишня польська тенісистка.
Найвищу одиночну позицію рейтингу WTA — ранг 37 досягнула 3 квітня 2006 року, парну — ранг 62 — 30 січня 2006 року.

## Фінали турнірів WTA

### Одиночний розряд: 3 (0–3)
| Перемога — Легенда            |
| ----------------------------- |
| Турніри Великого шолома (0–0) |
| Tour Турніри (0–0)            |
| Tier I (0–0)                  |
| Tier II (0–0)                 |
| Tier III, IV & V (0–3)        |

| Фінали за покриттям |
| ------------------- |
| Тверде (0–2)        |
| Трава (0–0)         |
| Ґрунт (0–1)         |
| Килим (0–0)         |

| Результат | Ранг | Дата            | Турнір                                           | Покриття   | Опонент                 | Рахунок       |
| --------- | ---- | --------------- | ------------------------------------------------ | ---------- | ----------------------- | ------------- |
| Поразка   | 1.   | 27 вересня 2004 | Hansol Korea Open Tennis Турніри, Південна Корея | Тверде     | Марія Шарапова          | 1–6, 1–6      |
| Поразка   | 2.   | 21 травня 2005  | Internationaux de Strasbourg, Франція            | Ґрунт      | Анабель Медіна Гаррігес | 4–6, 3–6      |
| Поразка   | 3.   | 25 лютого 2006  | Мемфіс, США                                      | Тверде (i) | Софія Арвідссон         | 2–6, 6–2, 3–6 |

### Парний розряд: 5 (1–4)
| Перемога — Легенда            |
| ----------------------------- |
| Турніри Великого шолома (0–0) |
| Tour Турніри (0–0)            |
| Tier I (0–0)                  |
| Tier II (0–0)                 |
| Tier III, IV & V (1–4)        |

| Фінали за покриттям |
| ------------------- |
| Тверде (1–3)        |
| Трава (0–0)         |
| Ґрунт (0–1)         |
| Килим (0–0)         |

| Результат | Ранг | Дата            | Турнір                                                     | Покриття | Партнер            | Опоненти                               | Рахунок                    |
| --------- | ---- | --------------- | ---------------------------------------------------------- | -------- | ------------------ | -------------------------------------- | -------------------------- |
| Поразка   | 1.   | 31 січня 2005   | Pattaya City, Таїланд                                      | Тверде   | Сільвія Талая      | Роса Марія Андрес Родрігес Андрея Ванк | 3–6, 1–6                   |
| Поразка   | 2.   | 21 травня 2005  | Internationaux de Strasbourg, Франція                      | Ґрунт    | Марлен Вайнгартнер | Маріон Бартолі Анна-Лена Гренефельд    | 3–6, 2–6                   |
| Перемога  | 1.   | 13 січня 2006   | Richard Luton Properties Canberra International, Австралія | Тверде   | Роберта Вінчі      | Клер Каррен Ліга Декмеєре              | 7–6(7–5), 6–3              |
| Поразка   | 3.   | 23 липня 2006   | Мастерс Цинциннаті, США                                    | Тверде   | Саня Мірза         | Хісела Дулко Марія Елена Камерін       | 4–6, 6–3, 2–6              |
| Поразка   | 4.   | 14 вересня 2008 | Commonwealth Bank Tennis Classic, Індонезія                | Тверде   | Надія Петрова      | Сє Шувей Пен Шуай                      | 7–6(7–4), 6–7(3–7), [7–10] |

## Фінали ITF

### Одиночний розряд: 14 (8–6)
| Турніри $100,000 |
| Турніри $75,000  |
| Турніри $50,000  |
| Турніри $25,000  |
| Турніри $10,000  |

| Результат | Ранг | Дата              | Турнір                      | Покриття   | Опонент              | Рахунок            |
| --------- | ---- | ----------------- | --------------------------- | ---------- | -------------------- | ------------------ |
| Перемога  | 1.   | 11 серпня 2002    | Олецько, Польща             | Ґрунт      | Ліана Унгур          | 1–6, 6–3, 6–1      |
| Поразка   | 1.   | 5 серпня 2002     | Гдиня, Польща               | Ґрунт      | Делія Сезкіоряну     | 6–7, 1–6           |
| Перемога  | 2.   | 3 листопада 2002  | Стокгольм, Швеція           | Тверде (i) | Sabrina Jolk         | 6–3, 6–4           |
| Перемога  | 3.   | 13 липня 2003     | Торунь, Польща              | Ґрунт      | Анастасія Якімова    | 7–5, 3–6, 6–4      |
| Поразка   | 2.   | 20 жовтня 2003    | Ополе, Польща               | Килим (i)  | Tatsiana Uvarova     | 4–6, 6–3, 4–6      |
| Перемога  | 4.   | 1 лютого 2004     | Бельфор, Франція            | Тверде (i) | Адріана Барна        | 3–6, 6–0, 6–0      |
| Перемога  | 5.   | 15 лютого 2004    | Варшава, Польща             | Килим (i)  | Анджелік Кербер      | 7–6(7–5), 3–6, 6–3 |
| Поразка   | 3.   | 5 лютого 2006     | Ортізеї, Італія             | Килим (i)  | Ева Бірнерова        | 6–4, 5–7, 2–6      |
| Перемога  | 6.   | 25 листопада 2007 | Пуатьє, Франція             | Тверде (i) | Анна Лапущенкова     | 7–5, 6–0           |
| Перемога  | 7.   | 30 січня 2011     | Гренобль, Франція           | Тверде (i) | Наомі Броді          | 6–4, 6–4           |
| Поразка   | 4.   | 21 березня 2011   | Бат (Англія), Great Britain | Тверде (i) | Штефані Феґеле       | 6–7(3–7), 7–5, 6–2 |
| Перемога  | 8.   | 13 червня 2011    | Стамбул, Туреччина          | Тверде     | Маргаліта Чахнашвілі | 7–5, 6–3           |
| Поразка   | 5.   | 24 липня 2011     | Самсун, Туреччина           | Тверде     | Юлія Путінцева       | 7–6(7–6), 6–2      |
| Поразка   | 6.   | 29 жовтня 2011    | Barnstaple, Great Britain   | Тверде (i) | Енн Кеотавонг        | 6–1, 6–3           |

### Парний розряд: 10 (5–5)
| Турніри $100,000 |
| Турніри $75,000  |
| Турніри $50,000  |
| Турніри $25,000  |
| Турніри $10,000  |

| Результат | Ранг | Дата             | Турнір                              | Покриття   | Партнер                   | Опоненти                             | Рахунок          |
| --------- | ---- | ---------------- | ----------------------------------- | ---------- | ------------------------- | ------------------------------------ | ---------------- |
| Перемога  | 1.   | 3 листопада 2002 | Стокгольм, Швеція                   | Тверде (i) | Елке Клейстерс            | Jenny Loow Suzanne van Hartingsveldt | 6–1, 6–1         |
| Поразка   | 1.   | 16 травня 2004   | Сен-Годан (Верхня Гаронна), Франція | Ґрунт      | Наталія Гуссоні           | Руксандра Драгомір Андрея Ванк       | 6–3, 6–1         |
| Перемога  | 2.   | 12 травня 2007   | Рим, Італія                         | Ґрунт      | Емма Лайне                | Марет Ані Кароліне Мас               | 1–0 ret.         |
| Поразка   | 2.   | 26 жовтня 2009   | Пуатьє, Франція                     | Тверде (i) | Міхаелла Крайчек          | Жюлі Куен Марі-Ев Пеллетьє           | 3–6, 6–3, [3–10] |
| Поразка   | 3.   | 4 лютого 2011    | Sutton, Great Britain               | Тверде (i) | Дарія Юрак                | Emma Laine Мелані Саут               | 3–6, 7–5, [8–10] |
| Поразка   | 4.   | 21 березня 2011  | Бат (Англія), Great Britain         | Тверде (i) | Катажина Пітер            | Тімеа Бабош Анна Кремер              | 7–6(7–5), 6–2    |
| Перемога  | 3.   | 13 червня 2011   | Стамбул, Туреччина                  | Тверде     | Теодора Мирчич            | Даніелла Домініковіч Меліс Сезер     | 6–4, 6–2         |
| Поразка   | 5.   | 30 липня 2012    | Трнава, Slovak Republic             | Ґрунт      | Сандра Клеменшиц          | Елена Богдан Рената Ворачова         | 6–7, 4–6         |
| Перемога  | 4.   | 23 вересня 2013  | Клермон-Ферран, Франція             | Тверде (i) | Michaëlla Krajicek        | Маргарита Гаспарян Альона Сотникова  | 5–7, 6–4, [10–8] |
| Перемога  | 5.   | 21 жовтня 2013   | Сагне (місто), Канада               | Тверде (i) | Андреа Сестіні Главачкова | Франсуаз Абанда Вікторія Дувал       | 7–5, 6–3         |

## Виступи в одиночних турнірах Великого шолома
| Турнір                                 | 2004 | 2005 | 2006 | 2007 | 2008 | 2009 | 2010 | 2011 | 2012 | W-L  |
| -------------------------------------- | ---- | ---- | ---- | ---- | ---- | ---- | ---- | ---- | ---- | ---- |
| Відкритий чемпіонат Австралії з тенісу | A    | 2р   | 1р   | 1р   | 2р   | 1р   | К1р  | A    | К2р  | 4–5  |
| Відкритий чемпіонат Франції з тенісу   | К1р  | 2р   | 1р   | К1р  | 2р   | 1р   | К2р  | A    | К1р  | 2–4  |
| Вімблдонський турнір                   | К2р  | 1р   | 1р   | A    | 2р   | 1р   | A    | A    | К1р  | 1–4  |
| Відкритий чемпіонат США з тенісу       | К3р  | 1р   | 1р   | К2р  | 1р   | 1р   | К1р  | К3р  | К1р  | 0–4  |
| Перемоги-Поразки                       | 0–0  | 2–4  | 0–4  | 0–1  | 5–4  | 0–4  | 0–0  | 0–0  | 0–0  | 7–17 |
| Рейтинг на кінець року                 | 74   | 60   | 90   | 143  | 180  | 140  | 299  | 157  | 225  | N/A  |